# Xcatol
Xcatol là dị vòng chứa nitơ có công thức có công là C9H10N. Dị vòng này rất giống dị vòng indol nhưng có thêm nhóm metyl. Dị vòng này tạo ra khi cơ thể tiêu hoá tryptophan cùng với dị vòng indol. Cũng như indol, xcacol có mùi phân.